# スーパーシティ構想
スーパーシティ構想（スーパーシティこうそう）とは、特定の区域内に様々な先端技術が実装された未来型都市｢スーパーシティ｣の構築を目的とした計画であり、大阪市などが選出されている。2022年3月10日に開催された国家戦略特区諮問会議において、大阪市の他にはつくば市がスーパーシティ型国家戦略特区に、加賀市、茅野市、吉備中央町がデジタル田園健康特区（仮称）とすることが決定した。

## 解説
世界ではいわゆる都市のスマートシティ化が進められている。スーパーシティ構想はその流れの中で日本においてもあらゆる先端技術が実装されたスーパーシティを特定区域内に作ろうとする構想である。スーパーシティは既存のスマートシティとは異なり技術を個別に実装するのではなく、様々な技術を一斉に都市全体に実装しようというものである。それには各種規制が足枷になるが特定地域に国家戦略特区を儲けてることにより規制等の問題を回避する｡
スーパーシティにはゼロからスーパーシティを建設するグリーンフィールド型と既存の都市をスーパーシティ化するブラウンフィールド型がある。グリーンフィールド型は住民の同意を取り付ける必要がないため自由な技術実装が可能になる。対してブラウンフィールド型は住民からの同意が必要になるがその地域独自の課題に合わせた都市作りが可能になる｡
地方自治体が要望を提出し内閣府がそれを承認すると特区に指定されることになり大幅な規制緩和が可能になる。そこで集められたデータは都市OSに集積されて他のスーパーシティと共有される。

## 選定都市・自治体
スーパーシティ型国家戦略特区
- 大阪府大阪市[3]
- 茨城県つくば市

デジタル田園健康特区
- 石川県加賀市
- 長野県茅野市
- 岡山県吉備中央町[4]

## 検討・誘致をしていた主な自治体
- 静岡県浜松市[5]
- 静岡県裾野市[6]
- 大阪府河内長野市[7]